# Merrill Lake
Merrill Lake är en sjö i Kanada.   Den ligger i countyt Lennox and Addington County och provinsen Ontario, i den sydöstra delen av landet, 140 km väster om huvudstaden Ottawa. Merrill Lake ligger 341 meter över havet. Arean är 1,0 kvadratkilometer. Den ligger vid sjöarna  Little Merrill Lake och Whitefish Lake. Den sträcker sig 1,3 kilometer i nord-sydlig riktning, och 1,6 kilometer i öst-västlig riktning.
I omgivningarna runt Merrill Lake växer i huvudsak blandskog. Runt Merrill Lake är det mycket glesbefolkat, med 2 invånare per kvadratkilometer.